# اسامی پخش کنندگان سری آ ایتالیا
این لیستی از پخش کننده‌های تلویزیونی از سراسر جهان است که پوشش سری آ ایتالیا، رقابت‌های باشگاه برتر سطح فوتبال ایتالیا را پوشش می‌دهد. علاوه بر این، rai ایتالیا بازی‌های زنده را در برخی از نقاط جهان پخش می‌کرد.

## ایتالیا
| پخش کننده | [ ۱ ]            | [ ۱ ]            | [ ۱ ]            |
| --------- | ---------------- | ---------------- | ---------------- |
| Sky Sport | ۷ مسابقه در هفته | ۷ مسابقه در هفته | ۷ مسابقه در هفته |
| DAZN      | ۳ مسابقه در هفته | ۳ مسابقه در هفته | ۳ مسابقه در هفته |

## بین‌المللی
کشورهایی که حق فروش آنها به فروش نمی‌رسد، همه مسابقات توسط سری A Pass پخش می‌شوند.

### آفریقا
| کشور              | زبان            | پخش کننده‌ها         |
| ----------------- | --------------- | ------------------- |
| جنوب صحرای آفریقا | انگلیسی فرانسوی | SuperSport، کانال + |

### آمریکای شمالی
| کشور                | زبان               | پخش کننده‌ها    |
| ------------------- | ------------------ | -------------- |
| برزیل               | پرتغالی            | DAZN , RedeTV! |
| کانادا              | انگلیسی            | DAZN , TLN     |
| کارائیب             | انگلیسی            | ESPN           |
| آمریکای لاتین       | اسپانیایی          | ESPN           |
| ایالات متحده آمریکا | انگلیسی، اسپانیایی | ESPN           |

### اقیانوسیه وآسیای مرکزی
| کشور         | زبان             | پخش کننده‌ها                                |
| ------------ | ---------------- | ------------------------------------------ |
| استرالیا     | انگلیسی          | بین اسپورت                                 |
| برونئی       | انگلیسی          | ورزش روباه                                 |
| کامبوج       | انگلیسی          | بین اسپورت                                 |
| آسیای مرکزی  | روسی             | ورزشی سانتا                                |
| چین          | چینی‌ها           | دوربین مدار بسته، PPTV                     |
| فیجی         | انگلیسی          | تلویزیون فیجی                              |
| هنگ کنگ      | انگلیسی، کانتونی | بین اسپورت                                 |
| شبه قاره هند | انگلیسی          | سونی                                       |
| اندونزی      | انگلیسی          | RCTI (از 2019-20)، بین اسپورت              |
| ژاپن         | ژاپنی            | DAZN , SKY PerfecTV!                       |
| قزاقستان     | قزاقی            | قزسپورت                                    |
| لائوس        | انگلیسی          | بین اسپورت                                 |
| ماکائو       | کانتونی، انگلیسی | کابل تلویزیون ماکائو                       |
| مالزی        | انگلیسی          | ورزش روباه                                 |
| میانمار      | برمه             | Sky Net , My Sports, Channel 7، Fortune TV |
| نیوزیلند     | انگلیسی          | بین اسپورت                                 |
| فیلیپین      | انگلیسی          | بین اسپورت                                 |
| سنگاپور      | انگلیسی          | ورزش روباه                                 |
| کره جنوبی    | کره ای           | SPOTV                                      |
| تاجیکستان    | تاجیک و روسی     | تلویزیون ورزیش، تلویزیون فوتبول            |
| تایلند       | انگلیسی          | بین اسپورت                                 |
| ازبکستان     | ازبک و روسی      | تلویزیون Uzreport، تلویزیون Futbol         |
| ویتنام       | ویتنامی          | FPT                                        |

## خاورمیانه
| کشور    | زبان          | پخش کننده‌ها |
| ------- | ------------- | ----------- |
| اسرائیل | عبری          | یکی         |
| منا     | انگلیسی، عربی | بین اسپورت  |